# خوسيه لويس بينتو
خوسيه لويس بينتو (بالبرتغالية: José Luis dos Santos Pinto‏) (14 مارس 1992 في البرازيل - ) هو لاعب كرة قدم برازيلي في مركز الوسط. شارك مع منتخب البرازيل تحت 17 سنة لكرة القدم. أما مع النوادي، فقد لعب مع أتلتيكو باراناينسي ونادي باهيا ونادي جوفنتودي ونادي سانتوس ونادي شابيكوينسي وديبورتيفو مالدونادو.

## وصلات خارجية
- خوسيه لويس بينتو على موقع قاعدة بيانات كرة القدم.إي يو (الإنجليزية)
- خوسيه لويس بينتو على موقع Soccerway.com (الإنجليزية)
- خوسيه لويس بينتو على موقع عالم كرة القدم.نت (الإنجليزية)
- خوسيه لويس بينتو على موقع AS.com (الإسبانية)